# Ilija Tojacić
Ilija Tojacić, il cui cognome è riportato anche come Tojagic (Gračac, 1º giugno 1941), è un ex calciatore jugoslavo, di ruolo difensore.

## Carriera
Inizia la carriera nel Bačka B. Palanka, per poi passare nel 1957 all'Hajduk Kula, con cui retrocede in terza serie al termine della Druga Liga 1957-1958.
Dopo aver giocato nel Novi Sad, dal 1962 al 1967 nella massima serie jugoslava con lo Željezničar.
Nell'estate 1967 venne ingaggiato dagli statunitensi del St. Louis Stars. Con i Stars ottenne il secondo posto della Western Division della NPSL, non qualificandosi per la finale della competizione.
L'anno seguente passa agli Houston Stars, con cui partecipa alla prima edizione della NASL.  Con gli Stars ottenne il secondo posto nella Gulf Division, non accedendo alla fase finale del torneo.
Terminata l'esperienza americana torna al Bačka B. Palanka.